# Dendromus melanotis
Dendromus melanotis (Smith, 1834) è un roditore della famiglia dei Nesomiidi diffuso nell'Africa subsahariana.

## Descrizione

### Dimensioni
Roditore di piccole dimensioni, con la lunghezza della testa e del corpo tra 56 e 86 mm, la lunghezza della coda tra 71 e 113 mm, la lunghezza del piede tra 16 e 20 mm, la lunghezza delle orecchie tra 12 e 19 mm e un peso fino a 12 g.

### Aspetto
La pelliccia è soffice e lanosa. Le parti dorsali variano dal marrone al bruno-rossastro, talvolta con dei riflessi grigi, mentre le parti ventrali variano dal bianco al grigiastro. La base dei peli è ovunque grigia. Una striscia nerastra dorsale si estende dalle spalle alla base della coda. Il muso è appuntito, le vibrisse sono lunghe. Le orecchie sono piccole, rotonde e scure. Una piccola macchia bianca è presente alla base. Il quinto dito del piede è fornito di un'unghia appiattita. La coda è molto più lunga della testa e del corpo, è brunastra sopra, più chiara sotto e cosparsa di peli. Le femmine hanno due paia di mammelle pettorali e due paia inguinali. Il numero cromosomico è 2n=36 o 52.

## Biologia

### Comportamento
È una specie parzialmente arboricola, solitaria e notturna. Costruisce nidi d'erba con una singola entrata, solitamente attaccati a steli d'erba od arbusti fino ad un metro dal terreno. Vengono utilizzati soltanto durante le stagioni riproduttive. Può anche utilizzare buche profonde fino a 50 cm che conducono ad una sola camera e con un'uscita d'emergenza nel lato opposto.

### Alimentazione
Si nutre di semi e in misura minore di artropodi e parti vegetali.

### Riproduzione
Si riproduce probabilmente nelle stagioni delle piogge. Femmine con 2-8 embrioni sono state catturate tra novembre ed aprile in Sudafrica.

## Distribuzione e habitat
Questa specie è Diffuso in maniera frammentata nell'Africa occidentale dalla Liberia, Guinea sud-orientale, Benin fino alla Nigeria centrale e in Etiopia centrale, Uganda sud-occidentale, Tanzania nord-orientale, Angola, Zambia, Malawi, Mozambico, Botswana, Namibia orientale, Swaziland e Sudafrica nord-orientale e meridionale.
Vive in diversi tipi di habitat, dalle praterie, alle boscaglie aride, i corsi dei fiumi, i boschi di Baikiaea e le pianure alluvionali. Può popolare terreni bruciati a meno di un mese dall'incendio.

## Conservazione
La IUCN Red List, considerato il vasto areale, la presenza in diverse aree protette e la popolazione presumibilmente numerosa, classifica D.melanotis come specie a rischio minimo (Least Concern).